# Tatort: Kindergeld
Kindergeld ist ein deutscher Fernsehkrimi des NDR und wurde am 22. August 1982 im Deutschen Fernsehen ausgestrahlt. Es ist die 140. Folge der Kriminalreihe Tatort und der zweite und letzte Fall von Hauptkommissar Piper (Bernd Seebacher). Piper hat es mit der Erpressung eines Geschäftsmanns und mit einem Gewaltverbrechen in deren Zusammenhang zu tun.

## Handlung
Herbert Hoffmann hält sich geschäftlich während der Haupturlaubszeit in einem spanischen Ferienort auf. Da kein freies Zimmer mehr verfügbar ist, will er abreisen. Zufällig erwischt er das spanische Zimmermädchen Ines, als dieses gerade überlegt, Geld aus seiner Brieftasche zu entwenden. Er erpresst sie daraufhin und verlangt sexuelle Gegenleistungen dafür, dass er weder die Polizei noch die Hoteldirektion informiert. Hoffmann ändert seine Abreisepläne und quartiert sich in dem Bungalow seines in finanziellen Nöten befindlichen Bekannten Harald Lieck ein, um einige Zeit mit dem Zimmermädchen verbringen zu können. Während sich Lieck, der die Miete von Hoffmann gut gebrauchen kann, bei seiner Freundin Ulrike Hentsch einquartiert, lässt Hoffmann Ines zu sich kommen und gibt sich ihr gegenüber als Lieck aus. Die Familie von Ines bekommt unterdessen mit, dass diese sich zu sexuellen Handlungen hat nötigen lassen. Ca. neun Monate später erhält der verheiratete Lieck, längst wieder zurück in Hamburg, ein Erpresserschreiben, er soll DM 10.000 für sein „spanisches Abenteuer“ bezahlen, sonst werde es für ihn ungemütlich.
Lieck, noch immer in finanziellen Schwierigkeiten, sucht Ulrike auf, auch diese kann sich nicht erklären, wer ihn erpressen will. Er lässt sich zum Schein auf die Geldübergabe ein, doch scheitert seine Verfolgung der spanischen Erpresser Alberto und Paco. Diese wollen sich für die Papierschnipsel in dem von Lieck hinterlegten Umschlag rächen. Am nächsten Tag kidnappen die spanischen Erpresser Lieck und geben sich als Verwandte von Ines zu erkennen. Sie teilen ihm mit, dass sie schwanger ist und das Geld für das Kind ist, Lieck begreift, dass sie ihn offenbar mit Hoffmann verwechseln, sagt den Erpressern aber zu, die geforderte Summe in ein paar Tagen zahlen zu wollen. Lieck leiht sich DM 500 von seiner Geliebten Ulrike und versichert dieser, ein gutes Geschäft für eine gemeinsame Zukunft in Aussicht zu haben, dieses übergibt er als Anzahlung Antonio und Paco. Kurz darauf erhält Hoffmann von Lieck einen anonymen Erpresserbrief, in dem er zur Zahlung von DM 100.000 aufgefordert wird. Hoffmann, der sich wieder in Spanien aufhält, sucht Ines auf und sagt zu, das Geld zu zahlen. Am Abend übergibt er der Familie zu deren Überraschung DM 20.000 als Anzahlung. Bei der Geldübergabe klärt er die Familie über seinen richtigen Namen auf, die Familie von Ines reagiert überrascht, da sie in Hamburg nach Harald Lieck gesucht hatte. Hoffmann versteht, wer ihn in Wahrheit erpresst.
Alberto und Paco in Hamburg sind derweil verwirrt und verstehen nicht, warum Lieck ihnen DM 500 gezahlt hat, wenn gleichzeitig jemand in Spanien eine viel höhere Summe offenbar  freiwillig an die Familie zahlt. Als die Erpresser deshalb die Geldübergabe platzen lassen, verfolgt Lieck sie. Er sucht Antonio in dessen Wohnung auf. Dieser entschuldigt sich dafür, ihn geschlagen zu haben und fragt ihn, warum er das Missverständnis nicht aufgeklärt hat, wo doch Hoffmann der Vater von Ines‘ Kind ist. Lieck verabschiedet sich, ohne eine Antwort zu liefern. Kurz darauf ruft Hoffmann bei Antonio an, dort erfährt er, dass lediglich DM 10.000 gefordert waren und dass sie ihre Forderung an Lieck gerichtet hatten. Hoffmann will daraufhin das zu viel bezahlte Geld von Ines‘ Familie zurückhaben und deutet an, dass auch Lieck als Vater in Frage komme. Da Hoffmann auch erfahren hat, dass Lieck nach Spanien kommt, um sein Geld von der Familie zurückzuholen, beobachtet Hoffmann dessen Bungalow, wird aber von Antonio und Paco attackiert. Lieck möchte sich unterdessen von Ines‘ Familie das von Hoffmann „zu viel“ gezahlte Geld geben lassen, wird aber von der Familie hinausgeworfen. Unterdessen schleicht sich Hoffmann in Liecks Bungalow, als dieser plötzlich nach Hause kommt. Lieck möchte von Hoffmann DM 90.000 haben, doch Hoffmann fordert seinerseits die von ihm an Ines‘ Familie „zu viel“ gezahlte Summe. Lieck droht Hoffmann, zur Polizei zu gehen und ihn wegen sexueller Nötigung anzuzeigen. Hoffmann hingegen lacht Lieck aus und verspottet ihn.
Lieck bittet seine Geliebte Ulrike, nach Spanien zu kommen, um ihm zu helfen, doch diese lehnt ab. Betrunken und verzweifelt attackiert er am Abend eine Person, um an „sein“ Geld zu kommen. Am nächsten Morgen wird Kommissar Piper von seinem Vorgesetzten mit einer Dienstreise nach Spanien betraut. Die Kollegen in Marbella hatten sich wegen eines Mordversuchs eines Deutschen an einem Landsmann an die deutsche Polizei gewandt. In Spanien vernimmt Piper im Gefängnis Hoffmann, Lieck liegt schwer verletzt im Krankenhaus und wird wahrscheinlich nicht überleben. Hoffmann bestreitet die Tat, doch Piper hat bereits ermittelt, dass Lieck ihn erpresst hat. Zudem hält er Hoffmann vor, dass Lieck bei Bewusstsein ihn als Täter belastet hatte. Von Ines‘ Familie erfährt Piper lediglich, dass Lieck aus unbekannten Gründen auf die Erpressung eingegangen ist. Obwohl der Fall klar scheint, macht das Verschwinden von Paco Piper stutzig. Er beschattet das Haus von Ines‘ Familie und beobachtet eines der Mitglieder, wie er zu Paco ins Versteck geht. Obwohl der schwer verletzte Lieck bei seiner Aussage bleibt, dass Hoffmann der Täter ist, fasst Piper einen Plan. Er sucht gemeinsam mit seinem spanischen Kollegen Paco in dessen Versteck auf und sagt ihm lediglich, dass Lieck erwacht sei und den Täter genannt habe. Paco gesteht daraufhin sofort, sagt aber, dass es Notwehr gewesen sei, Lieck habe Geld von ihm gefordert und ihn attackiert.

## Einschaltquote und Hintergrund
Die Folge erreichte bei ihrer Erstausstrahlung 16,93 Mio. Zuschauer und somit einen Marktanteil von 46,00 %. Sie wurde im Mai und Juni 1981 in Hamburg, sowie in Estepona, Casares, Puerto Banus in Spanien gedreht.

## Kritik
TV Spielfilm bewertete den Film mittelmäßig und urteilte: „Ein Trabi unter den alten Tatort-Krimis“.